# Assedio di Genova (1800)
L'assedio di Genova, svoltosi fra il 19 aprile e il 4 giugno 1800, ha visto contrapporsi la Prima Repubblica francese e la Seconda coalizione per la difesa della città ligure. La città, occupata dal generale francese Massena e dalle truppe dell'Armata d'Italia, resistette per quasi due mesi in condizioni estreme al blocco delle forze della coalizione, in attesa dell'arrivo dell'Armata di Riserva di Bonaparte. Superata la data prefissata da Napoleone per il proprio arrivo, il comandante francese consegnò la città.

## Antefatti

### Organizzazione dei francesi in Liguria
In Italia, dopo la lunga serie di sconfitte subita dai francesi nell'estate del 1799 quest'ultimi ripararono dietro l'appennino ligure, abbandonando quindi zone come la Lombardia e il Piemonte. Rimaste nello stretto spazio tra Alpi e Appennini della Liguria ed il Mar Mediterraneo, le forze dell'Armata d'Italia stavano vivendo un difficile momento, reso ancora più duro dalle condizioni di vita disagiate in cui erano forzate a vivere: le loro paghe non giungevano da mesi, il cibo del quale disponevano era insufficiente e le consegne di nuove provviste alquanto irregolari, le loro scarpe ed i loro vestiti erano ormai logori e a malapena utilizzabili. Inoltre, malattie infettive come il tifo si stavano diffondendo tra le loro file, causando numerosi morti, tra i quali il loro precedente comandante Championnet.

La drammatica situazione dell'Armata d'Italia aveva spinto Bonaparte a cercare un nuovo comandante per l'esercito francese asserragliato sulla costa ligure. Si stava cercando un nome di rilievo, un generale che potesse resistere alle potenziali offensive austriache e che potesse, almeno parzialmente ripristinare l'ordine e la disciplina tra i soldati dell'armata, prima che le diserzioni e gli ammutinamenti divenissero una piaga che non si poteva arrestare. Tra la ristretta cerchia di nomi disponibili, Napoleone optò per uno dei pochi uomini verso i quali nutriva una sincera fiducia e che sapeva avrebbe potuto svolgere un compito così delicato in maniera magistrale: affidò il comando dell'armata d'Italia al vincitore di Zurigo, il generale Andrea Massena.

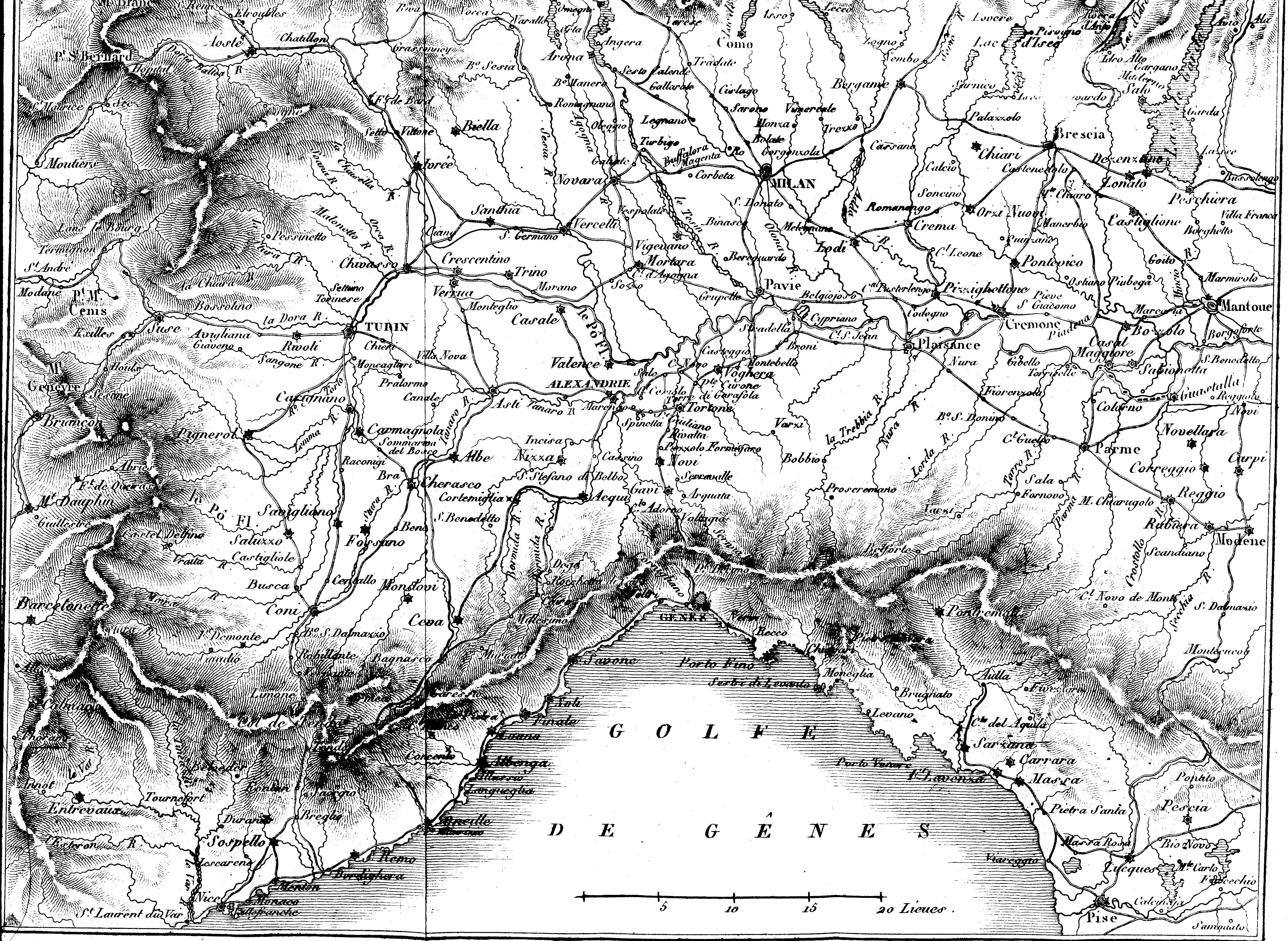
Carta del territorio dell'Italia settentrionale dove si combatté la campagna del 1800.

Massena fece quanto in suo potere per riportare le sue truppe in uno stato di forma accettabile: la disciplina tornò a farsi vedere tra le file dei soldati, sebbene mai recuperata del tutto; le razioni di cibo vennero aumentate, per quanto comunque insufficienti, e nuovi carichi di munizioni ed indumenti arrivarono presso le linee francesi. Le condizioni dell'armata erano ancora lontane dall'essere ottimali ma il morale era tornato ad un buon livello e le truppe parevano essere capaci di montare una certa resistenza di fronte ad un attacco nemico, cosa che non era credibile solo poco tempo prima.
Altra cosa che premeva il generale francese era riuscire a difendere una zona così estesa con un numero di truppe così ridotto, soprattutto considerando che gli austriaci avevano avuto molto tempo per armarsi e rinfoltire il loro esercito. Massena doveva infatti coprire una linea di fronte che andava dai passi del Colle di Tenda e dal Moncenisio ad ovest, passando per la Bocchetta di Altare, sino al passo della Scoffera e a Sestri Levante. E doveva pure mantenere una riserva per assicurarsi che il porto di Genova non cadesse in mano nemica e con esso la principale linea di rifornimento dell'intera armata. La soluzione adottata da Massena fu quella di dividere il suo esercito in due ali: quella sinistra (circa 12000 uomini) fu affidata a Suchet ed avrebbe dovuto coprire la linea dal Moncenisio sino alla Bocchetta di Altare, mentre il resto del fronte sarebbe stato coperto dagli uomini di Soult (circa 15000), suo braccio destro nella campagna in Svizzera.

### I piani dei due eserciti

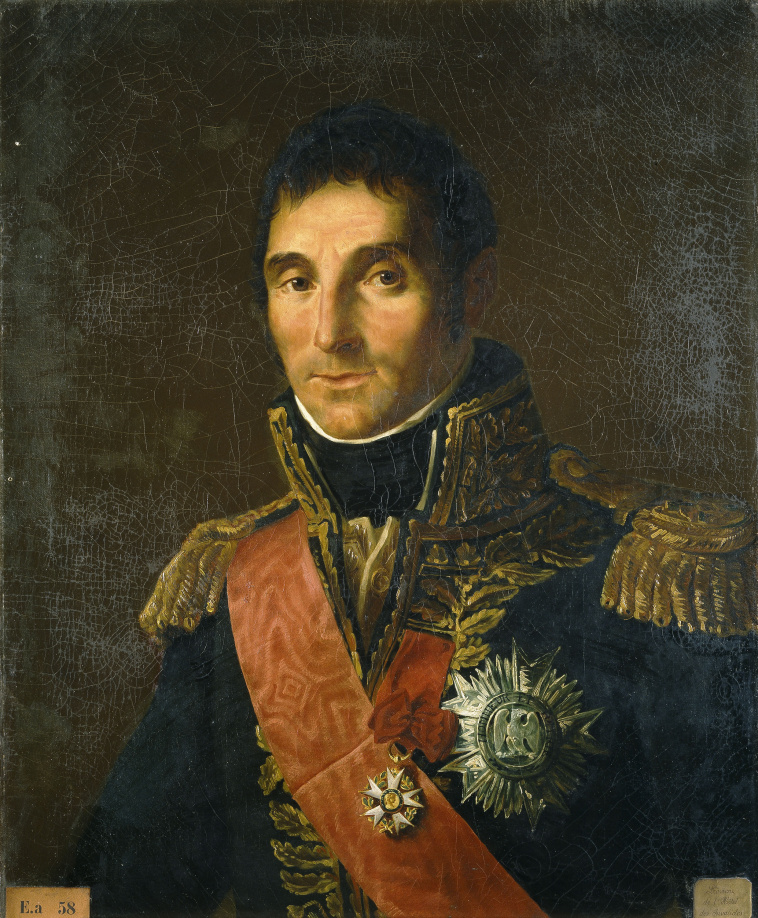
Il generale Massena

Massena si spostò dalla Svizzera all'Italia, dove gli affidato il comando di circa 40000 uomini, sebbene una nutrita fetta dei quali non fosse al momento capace di combattere per la salvezza della repubblica francese. Il rapporto di forze tra i francesi e gli alleati faceva intuire che il principale destino dell'esercito affidato a Massena fosse quello di doversi difendere dagli attacchi austriaci e non di avanzare verso la riconquista di quanto perso l'anno precedente dai suoi predecessori contro von Melas e Suvorov. Ovviamente, il piano di Bonaparte non si limitava alla sola Italia, ma era di portata molto maggiore: il Primo Console in persona, al comando dell'Armata di Riserva, intendeva scendere attraverso la Svizzera dalle Alpi per cogliere quindi alle spalle i nemici rivolti verso Massena grazie anche al supporto fornito dal distaccamento di Claude Jacques Lecourbe e dal corpo d'Armata di Moureau impiegato nelle zone piemontesi. In questo modo, gli austriaci, braccati da un lato dall'Armata di Riserva, dall'altro da quella d'Italia e sugli altri fronti dalle Alpi e dal mare, si sarebbero ritrovati separati dal resto del resto delle altre forze della coalizione e i francesi avrebbero potuto annientarli senza il minimo ostacolo. Ovviamente, la preparazione e l'attuazione di una strategia così complessa e articolata richiedeva non solo la massima segretezza ma anche molto tempo: l'unica variabile che avrebbe potuto mettere in seria difficoltà la riuscita del piano era un attacco in massa contro l'Armata d'Italia, la cui posizione era sempre critica, sebbene il pericolo di una offensiva da parte degli austriaci fosse, almeno per il momento, nelle primissime settimane del 1800, molto lontano.
Il piano austriaco, invece, era di natura opposta e molto più semplice: considerando impossibile che un'armata francese potesse giungere alle spalle di von Melas, gli imperiali avevano concepito una strategia per la quale le loro truppe in Germania dovessero frenare le mire offensive dell'Armata del Reno del generale Jean Victor Moreau mentre quelle in Italia, dopo si erano registrati i migliori progressi l'anno precedente, avrebbero dovuto infliggere il colpo di grazia all'armata francese e proseguire verso Nizza e la Provenza. Differentemente dai francesi, che dovevano appena raccogliere gli uomini destinati all'armata di Napoleone, gli austriaci erano riusciti a radunare nel periodo invernale un numero più che sufficiente di truppe in Pianura Padana e nella Riviera di Levante, equipaggiandoli in maniera adeguata e rifornendoli di tutte le provviste necessarie, visti anche gli ampi depositi presenti nelle fertili pianure dell'Italia settentrionale. Gli austriaci nel complesso avevano circa 100000 uomini in Italia, 35000 dei quali erano stati lasciati indietro per facilitare le comunicazioni con l'Austria e gestire il territorio del nord Italia, poco avvezzo all'idea del controllo imperiale sulla regione. I restanti 65000 soldati erano pienamente disponibili e von Melas ne fece un ottimo uso.

Più nello specifico, il loro piano era il seguente: il generale Ott avrebbe sferrato un attacco diversivo ad est di Genova, in modo da distrarre Massena e focalizzare la sua attenzione sul lato destro del fronte, mentre al centro il grosso delle forze austriache avrebbero sfondato le linee francesi nei pressi della Bocchetta di Altare e avrebbero attraversato al zona conquistando Savona. Presa la città, l'esercito francese si sarebbe ritrovato diviso, con Suchet da un lato e gli altri due generali dall'altro. A questo punto, sfruttando l'immensa differenza in termini di uomini, von Melas avrebbe costretto Massena e Soult a retrocedere verso Genova, dove sarebbero stati costretti ad un assedio e, complice l'aiuto della flotta inglese nel Mediterraneo, sarebbero morti di inedia o si sarebbero arresi. Eliminato quindi il grosso dell'esercito, le attenzioni degli imperiali si sarebbero rivolte verso Suchet, che seppur trincerato presso le linee difensive della Roia o del Var, non avrebbe potuto resistere a lungo. Quest'ultima parte avrebbe dovuto coincidere con uno sbarco inglese nel Midi, ma le forze inglesi a Minorca incontrarono dei problemi gerarchici che permisero loro di agire solo quando la situazione in Italia era stata già capovolta.

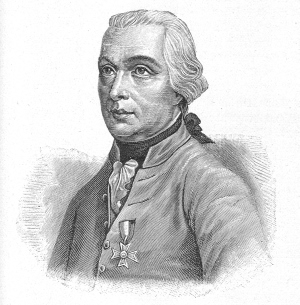
Il generale Von Melas, comandante delle forze austriache

Dopo un primo periodo di calma, durato sino alla fine di marzo, gli austriaci si misero finalmente in moto. I primi segnali dell'inizio delle loro operazioni si ebbero nei primi giorni di aprile, quando le forze di Ott scesero da Bobbio verso la costa della Liguria e le navi inglesi si fecero più audaci ed iniziarono ad avvicinarsi ai porti di Vado, Genova e Savona. Il 5 aprile, si ebbero le prime schermaglie verso la zona di Torriglia ed il giorno seguente iniziò l'attacco vero e proprio nei pressi del Monte Fasce. Massena fu completamente distratto dall'attacco di Ott e non colse affatto il vero intento di von Melas, che con circa 40000 soldati stava scendendo dal passo della Cadibona, prima rovesciando gli uomini di Marbot, rimasto ferito negli scontri, e poi costringendo alla fuga lo stesso Soult, giunto per cercare di stabilizzare la situazione. Il giorno seguente, le varie colonne che componevano l'esercito austriaco riuscirono ad impossessarsi di Savona e a separare le due ali dell'Armata d'Italia, in maniera poi rivelatasi definitiva. Massena comprese la gravità della situazione quando le comunicazioni tra lui e Suchet erano già state compromesse in modo quasi irreparabile. Tentò assieme a Soult di creare un corridoio per ricongiungere i due tronconi del suo esercito ma la difficoltà delle comunicazioni, la superiorità numerica e strategica della manovra nemica si rivelarono insormontabili, anche di fronte al valore dei soldati francesi. Nel corso dei dieci giorni tra il 8 aprile ed il 18 aprile, il disperato tentativo di un contrattacco e di riunificazione fallì e le forze repubblicane furono progressivamente spinte indietro da Varazze, attraverso Cogoleto e Voltri fino ad essere quasi completamente intrappolate a Genova.
Chiusi dal grosso dell'esercito di von Melas ad ovest, dalla divisione di Hohenzollern a nord, che aveva conquistato il Passo della Bocchetta, dalla divisione di Ott ad est e bloccati dalla flotta inglese, gli uomini di Massena erano stretti in una morsa dalla quale non sarebbero potuti uscire con le loro sole forze.

## L'assedio
Massena, rendendosi conto di essere stato tagliato fuori e circondato dal nemico, il 19 aprile si asserragliò con i suoi uomini dentro Genova e attese, siccome per mare era impossibile ritirarsi, poiché la Gran Bretagna con una squadra navale bloccò il porto già diverso tempo prima, impedendo quindi ogni tipo di approvvigionamento alla città. In particolare fu proprio la difficoltà di reperire cibo a mettere in ginocchio il capoluogo ligure.

La città, come già detto, soffriva da diverso tempo a causa dello scarso approvvigionamento di cibo, attenuato in parte dai pochi velieri che riuscirono a entrare in porto prima del blocco navale britannico, dimostrandosi così provvidenziali. Tuttavia, la fame nella città era dilagante, siccome, oltre agli 85000 genovesi, si aggiunsero altri 35000 profughi delle zone vicine, da sommare ai 15000 soldati di Massena, e gli scarsi approvvigionamenti portati dalle imbarcazioni che fortunosamente erano riuscite a entrare nel porto prima del blocco navale non potevano bastare.

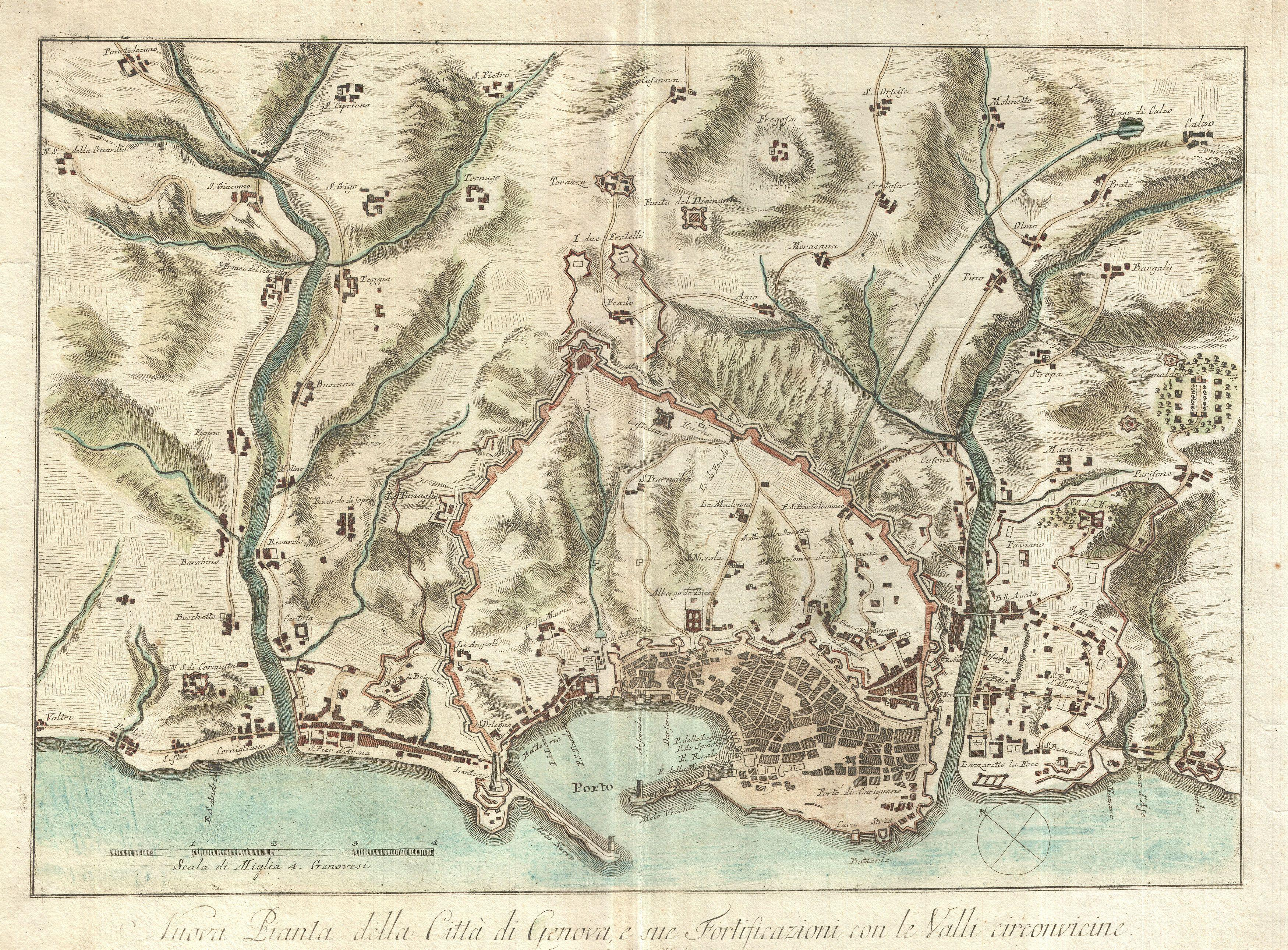
Mappa di Genova risalente all'anno 1800

Già prima le ripiegamento di Massena in città, la squadra navale inglese, guidata dall'ammiraglio Keith, bombardò Genova con i vascelli Cormoran e Camaleon. La città venne accerchiata anche da terra dalle forze austriache, che per oltre due mesi non fecero passare nessun tipo di approvvigionamento o di informazione in città, fattore che influenzò fortemente le decisioni di Massena. A questo punto al generale nizzardo non rimase altra scelta che resistere il più possibile nella speranza che l'Armata di Riserva potesse giungere in suo soccorso. A minare il suo tentativo, però, oltre al nemico si aggiunsero anche la carestia e una violenta epidemia. Organizzò delle cucine all'aperto per chi non aveva mezzi per cucinare, dedite alla distribuzione di zuppe vegetali, e con dei "buoni" assegnava nominalmente i più bisognosi alle famiglie benestanti, affinché fornissero loro l'aiuto necessario per sopravvivere.
Il 24 aprile, l'ammiraglio inglese Keith propose a Massena una resa onorevole ma il generale francese rifiutò con sdegno, dicendo che Genova si sarebbe difesa sino all'ultimo. Pochi giorni dopo, un messaggero di Napoleone riuscì a superare il blocco che cingeva la città e a recapitare un messaggio del Primo Console al generale Massena: l'Armata di Riserva era in viaggio e veniva chiesto agli uomini di Massena di resistere all'assedio il più a lungo possibile. Infatti, l'esercito austriaco, distratto dall'assedio, avrebbe posto poca attenzione al resto del fronte, permettendo una campagna più facile alle nuove forze repubblicane in arrivo. Il termine dato da Napoleone a Massena fu il 1 giugno.
In ogni caso, Massena non si rassegnò ad una resistenza passiva, rimanendo chiuso tra le mura della città in attesa dei soccorsi, semmai questi fossero arrivati. Al contrario, si adoperò per compiere numerose sortite contro le truppe austriache poste a guardia della città in numerose occasioni. In una di queste, il generale Soult venne ferito in maniera piuttosto grave. In ogni caso, anche queste sortite cessarono definitivamente dopo una pesante sconfitta subita a maggio inoltrato.

## Le trattative e la resa
Scaduti i termini stabiliti da Napoleone per il suo arrivo, Massena, la cui salute iniziava a vacillare, considerò seriamente l'ipotesi di arrendersi agli austriaci. Differentemente dagli austriaci, non sapeva che Napoleone era già arrivato a Milano e che se fosse stato capace di resistere per ancora qualche giorno, la vittoria dei francesi sarebbe stata completa. Von Melas aveva persino richiamato von Elsnitz dalla frontiera del Var per affrontare la minaccia rappresentata dal Primo Console e aveva chiesto ad Ott di terminare l'assedio a Genova e dirigersi in Piemonte.
Massena, avendo terminato ogni riserva di cibo presente in città, il 4 giugno decise finalmente di trattare. Tuttavia, minacciò di far saltare ogni trattativa se la parola "capitolazione" fosse stata espressamente scritta nella convenzione. Il 5 giugno, subito dopo l'uscita delle truppe francesi dalla città, gli imperiali austriaci vi entrarono, sfilando per le vie genovesi, ponendo fine ad una delle prove più estenuanti sostenute dall'esercito francese nel corso della guerra. Subito dopo la vittoria fortunosa di Napoleone a Marengo, gli austriaci furono costretti a lasciare nuovamente la città a venti giorni dalla data del 5 giugno. Vi entrarono le truppe del generale Suchet, rendendo quindi inutile l'assedio.
Le stime dei caduti nell'assedio sono discordanti, soprattutto a causa della componente delle morti tra i civili. Le stime più ottimistiche riportano un numero di morti complessivi che varia tra i 15000 ed i 25000 in totale, quelle più pessimistiche raggiungono anche i 35000, comunque escludendo i caduti subiti dalle forze francesi durante le varie sortite di Massena e Soult.

### Il ringraziamento di Massena
A diverso tempo di distanza Massena venne invitato dalla città per ricordare quei giorni, nella sua lettera parla dei genovesi in questi termini:

## Critica all'assedio
L'assedio di Genova è indubbiamente uno degli episodi più significativi della guerra tra Austria e Francia. L'audacia e la tenacia di Massena e dei suoi uomini, disposti a sopportare l'inedia per ottenere la vittoria sulle truppe austriache rappresenta uno degli esempi più lampanti del valore delle truppe francesi. La loro esemplare condotta ha permesso a Napoleone di ottenere il tempo necessario per completare la sua manovra di aggiramento e determinare le sorti della guerra in favore della repubblica francese nella battaglia di Marengo. Egli stesso rimarcò in più occasioni nella particolare situazione in cui gli uomini di Massena era ingarbugliati, ogni singolo giorno guadagnato fosse cruciale e che senza la loro resistenza non sarebbe stato possibile ottenere alcun successo nella sua seconda campagna in Italia. È altrettanto vero che Napoleone criticò Massena per non aver resistito altri 10 giorni, tempo che avrebbe permesso di giungere ad Alessandria e sconfiggere un esercito austriaco molto più contenuto, ma il futuro imperatore non conosceva le disperate condizioni dei soldati francesi e dei cittadini genovesi ed egli stesso non aveva mai patito le pene di un assedio, e mai le avrebbe subite.
D'altra parte, la condotta austriaca è ampiamente criticabile, non tanto per i meriti ottenuti quanto per l'organizzazione stessa dell'assedio. Von Melas disponeva di circa 55000 uomini dopo aver separato le forze di Suchet da quelle degli altri due generali dell'armata d'Italia. Decise di destinare 30000 di questi uomini all'assedio di Genova e i restanti alle operazioni sul Var, fiume costellato di fortificazioni e dove Suchet si difese con successo, seppur in inferiorità numerica, dalle offensive austriache per tutto il tempo necessario al compimento della manovra di aggiramento di Napoleone oltre alle Alpi, riuscendo, verso a metà giugno, persino a riprendere parte del territorio perso in Liguria.
La decisione di von Melas di ripartire le forze in questo modo è un chiaro sintomo del fatto che non avesse ben compreso quale dovesse essere il principale obiettivo della propria campagna e la decisione di perseguire nell'assedio a tutti i costi era, strategicamente, un grave errore almeno per i seguenti motivi:
- privava le forze di von Elsnitz degli uomini necessari per superare la linea difensiva allestita da Suchet sul Var. Se von Melas avesse destinato solo 20000 uomini alla città di Genova, Suchet avrebbe dovuto affrontare un esercito che annumerava quasi il triplo degli uomini a disposizione dei repubblicani. Con una buona pianificazione da parte degli imperiali era del tutto possibile abbattere le difese francesi e penetrare nel cuore stesso della Francia, portando l'Austria sul punto di vincere la guerra;
- la prolungata resistenza delle forze di Massena aveva permesso a Napoleone di guadagnare il tempo sufficiente per poter completare i preparativi per la propria spedizione e rovesciare completamente le sorti del conflitto. Non solo gli uomini di Massena erano nettamente inferiori per numero, ma questo sarebbe stato inevitabilmente diminuito con il passare del tempo e la qualità stessa dei soldati francesi sarebbe stata compromessa dalle asperità dell'assedio. Un generale esperto come von Melas avrebbe dovuto essere più che capace di capire ciò, pensando a come ridistribuire le sue forze in maniera più efficiente e ad impegnare i propri uomini per azioni militari più significative;
- come ampiamente dimostrato da Napoleone nel corso della precedente campagna in Italia, il modo di condurre la guerra stava mutando ed il possesso di fortezze e guarnigioni stava passando in secondo piano. In particolare, la conquista di Genova era del tutto irrilevante per i propositi dell'esercito austriaco: i suoi due principali pregi erano la solidità difensiva ed il suo porto. La città era relativamente lontana dal fronte, quindi non costituiva un baluardo difensivo fondamentale, ed il suo porto era sostanzialmente inutile per la causa imperiale, dato che i principali depositi di provviste ed armi erano dall'altro lato degli Appennini e sarebbero giunti via terra in ogni caso.